# Newcomb (cráter)
Newcomb es un cráter de impacto lunar que se encuentra en la accidentada cordillera de los Montes Taurus, al este del Mare Serenitatis. Se halla al noreste del prominente cráter Römer, y al norte-noroeste de Macrobius.
|  |

Este cráter tiene un borde afilado y algo irregular, con una apariencia más poligonal que circular. Presenta perfiles aterrazados en los lados internos, con un cierto desplome en los bordes interiores norte y occidental. La parte sursudoeste del brocal está cubierta por el cráter más pequeño Newcomb A. El suelo interior es desigual, particularmente cerca del borde del ya citado Newcomb A. Justo al sur-sureste del cráter aparece el cráter satélite Newcomb J.
Es llamado así en memoria del astrónomo estadounidense Simon Newcomb.

## Cráteres satélite

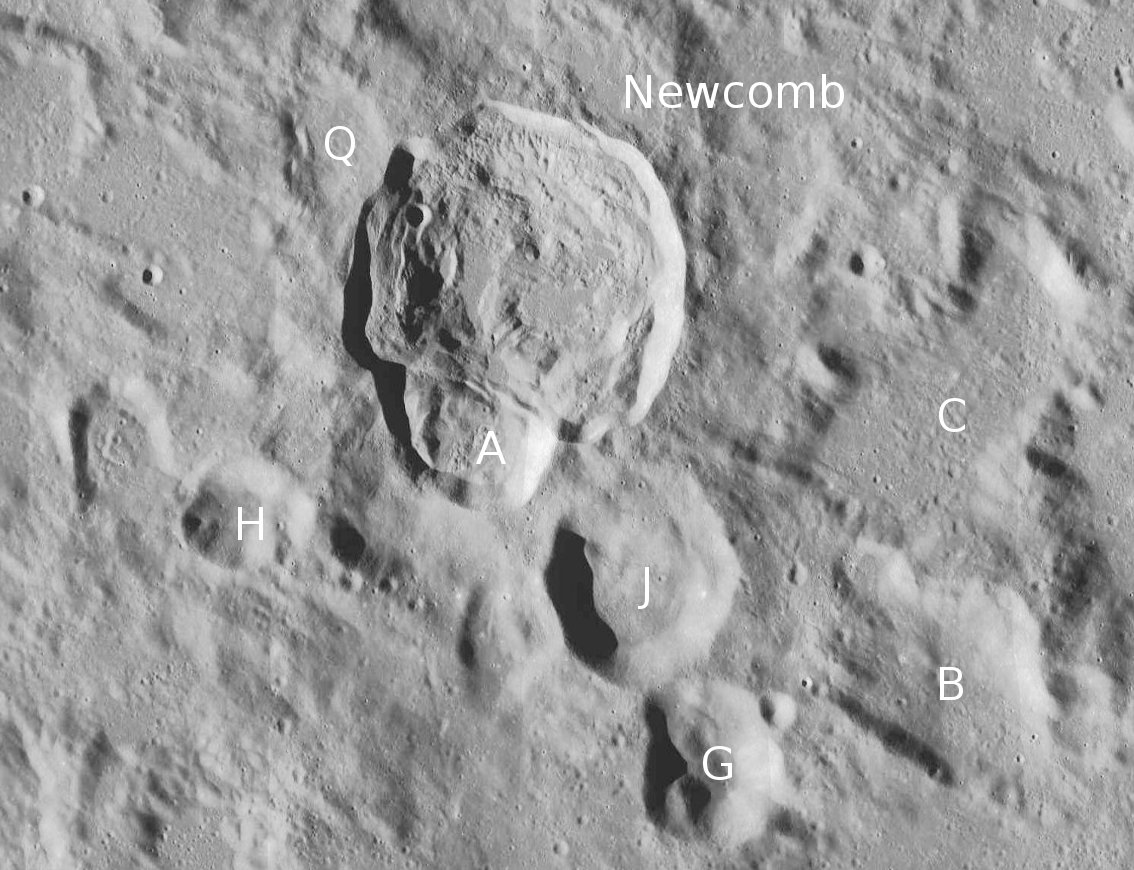
Entorno de Newcomb

Por convención estos elementos son identificados en los mapas lunares poniendo la letra en el lado del punto medio del cráter que está más cerca de Newcomb.
|         | \| Newcomb \| Coordenadas \| Diámetro \| \| ------- \| ---------------------------- \| -------- \| \| A \| 29°24′N 43°30′E / 29.4, 43.5 \| 19 km \| \| B \| 28°24′N 45°36′E / 28.4, 45.6 \| 23 km \| \| C \| 29°06′N 45°18′E / 29.1, 45.3 \| 29 km \| \| F \| 31°24′N 42°30′E / 31.4, 42.5 \| 28 km \| \| G \| 28°12′N 44°36′E / 28.2, 44.6 \| 16 km \| \| H \| 28°54′N 42°24′E / 28.9, 42.4 \| 12 km \| \| J \| 28°42′N 44°18′E / 28.7, 44.3 \| 23 km \| \| Q \| 30°18′N 42°48′E / 30.3, 42.8 \| 14 km \| |          |
| Newcomb | Coordenadas | Diámetro |
| A       | 29°24′N 43°30′E / 29.4, 43.5 | 19 km    |
| B       | 28°24′N 45°36′E / 28.4, 45.6 | 23 km    |
| C       | 29°06′N 45°18′E / 29.1, 45.3 | 29 km    |
| F       | 31°24′N 42°30′E / 31.4, 42.5 | 28 km    |
| G       | 28°12′N 44°36′E / 28.2, 44.6 | 16 km    |
| H       | 28°54′N 42°24′E / 28.9, 42.4 | 12 km    |
| J       | 28°42′N 44°18′E / 28.7, 44.3 | 23 km    |
| Q       | 30°18′N 42°48′E / 30.3, 42.8 | 14 km    |